# Алдя-Теодорович, Дойна Георгиевна
Дойна Георгиевна Алдя-Теодорович (рум. Doina Aldea-Teodorovici; 15 ноября 1958, Кишинёв — 30 октября 1992, Кошерены, Яломица) — молдавская советская певица, жена композитора и певца Иона Теодоровича, Заслуженная артистка Молдавской ССР (1992).

## Биография
Родилась 15 ноября 1958 года в Кишинёве в семье интеллигентов — отец, Георгий Марин, был писателем и журналистом, а мать Евгения — преподавательница русского языка и литературы средней школы № 1 в Кишиневе.
Художественный талант Дойны проявился ещё в детстве и уже обучаясь в школе, она принимала участие в дублировании на русский язык фильмов киностудии «Молдова-филм». Одновременно с общеобразовательной, училась в музыкальной школе. С 14 лет работала в ансамбле «Moldoveneasca», с которым побывала во многих республиках СССР, а также в Монголии, Алжире, Германии, Кипре и на фестивале молодежи в Гаване, Куба. В 1975 году Дойна окончила школу и в этом же году вместе с Юрием Николаевым была ведущей шоу-программы «Шире круг». В 1979 году окончила филологический Факультет Кишиневского государственного университета по специальности молдавский язык и литература. С 1979 по 1988 годы работала в качестве преподавателя всемирной литературы Кишинёвского педагогического института, ныне — Государственный педагогический университет имени Иона Крянгэ.
В 1981 году Дойна вышла замуж за Иона Алдя-Теодоровича, молдавского композитора и певца, и 5 августа 1982 года у них родился сын — Кристофор Алдя-Теодорович. В этом же году у Дойны открылся талант эстрадной певицы и она стала выступать на сцене вместе с мужем. Выступали они во многих городах и сёлах Молдавии и Румынии.
В ночь на 30 октября 1992 года Ион и Дойна Алдя-Теодоровичи погибли в автокатастрофе в 49 километрах от Бухареста — машина, на которой они ехали в Кишинёв, врезалась в дерево. Похоронены на Центральном (Армянском) кладбище Кишинёва.
В 1993 году посмертно Дойна Алдя-Теодорович была награждена молдавским орденом Республики.
28 октября 2010 года ей посмертно было присвоено звание Почётного гражданина Кишинёва.

## Память
- Сын артистов — Кристи Алдя-Теодорович — создал фестиваль «Dоuă inimi gemene», посвящённый памяти исполнителей.
- В Кишинёве открыт памятник Иону и Дойне Теодорович.[3]
- В честь артистов в Молдавии была выпущена памятная монета в 100 лей (в обращении с 3 августа 2010 года).[4]

Почтовые марки Молдовы
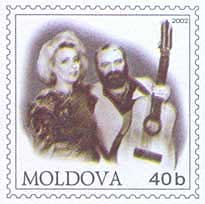
2002 год: Ион и Дойна Теодоровичи
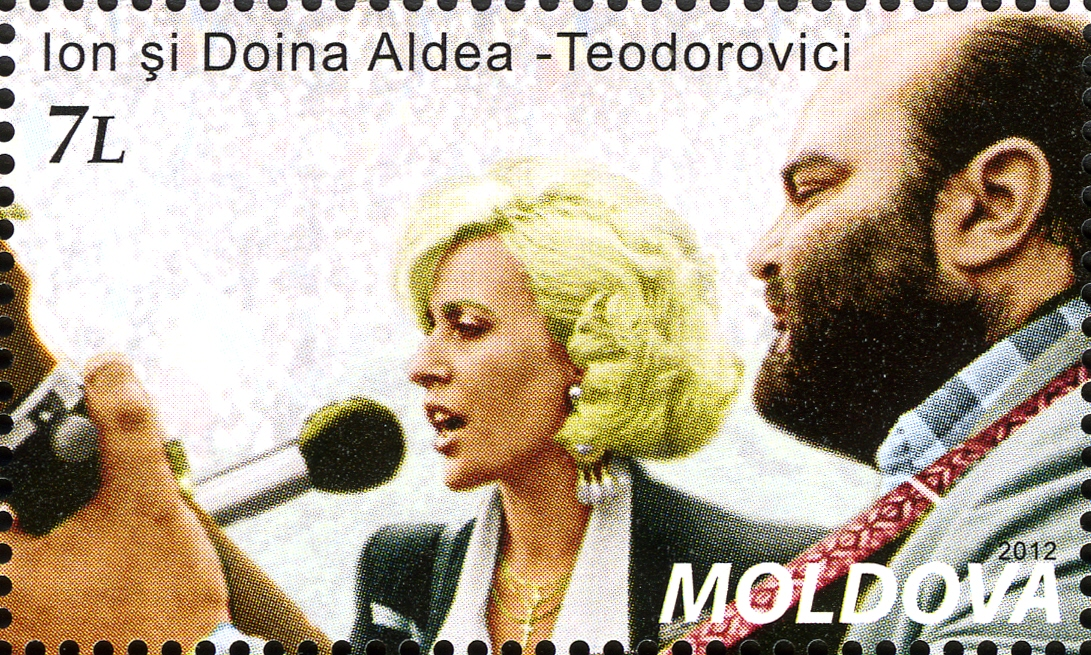
2012 год: Ион и Дойна Теодоровичи